# AS Garde Nationale
El AS GNN (en francés: Association Sportive de la Gardee Nationale Nigérienne) es un equipo de fútbol de la ciudad de Niamey en Níger que milita en la Primera División de Níger, la principal liga de fútbol del país.
Desde el año de su fundación y hasta el año 2011 el club fue conocido como AS-FNIS (Association Sportive des Forces Nationales d'intervention et Sécurité).

## Palmarés
- Primera División de Níger: 6

2005, 2006, 2011, 2014, 2023, 2024
- Copa de Níger: 2

2007, 2017/18

## Participación en competiciones de la CAF
| Temporada | Torneo                       | Ronda      | Club                   | Casa  | Visita | Global  |
| --------- | ---------------------------- | ---------- | ---------------------- | ----- | ------ | ------- |
| 2006      | Liga de Campeones de la CAF  | Preliminar | CS Sfaxien             | 1-3   | 0-4    | 1-7     |
| 2007      | Liga de Campeones de la CAF  | Preliminar | USM Alger              | 2-0   | 1-3    | 3-3 (a) |
| 2007      | Liga de Campeones de la CAF  | 1          | Al Ittihad Tripoli     | 0-1   | 1-4    | 1-5     |
| 2008      | Copa Confederación de la CAF | Preliminar | AS Mangasport          | 0-2   | 0-3    | 0-5     |
| 2012      | Liga de Campeones de la CAF  | Preliminar | Tonnerre d'Abomey FC   | 1-1   | 0-1    | 1-2     |
| 2015      | Liga de Campeones de la CAF  | Preliminar | Stade Malien           | 1-1   | 0-0    | 1-1 (a) |
| 2018/19   | Copa Confederación de la CAF | Preliminar | Hassania Agadir        | 0-0   | 0-4    | 0-4     |
| 2023/24   | Liga de Campeones de la CAF  | 1          | AS Douanes Ouagadougou | w.o.1 | w.o.1  | w.o.1   |
| 2024/25   | Liga de Campeones de la CAF  | 1          | Raja Casablanca        | 1-2   | 0-5    | 1-7     |

- 1 - ASGNN abandonó el torneo.